# Andreas Thomsson
Andreas Thomsson (* 27. Mai 1971 in Kalmar) ist ein ehemaliger schwedischer Fußballspieler. Nach dem Ende seiner aktiven Karriere, in der er in Schweden und Norwegen spielte, begann er eine Trainerlaufbahn.

## Werdegang
Thomsson begann seine Fußballkarriere bei Mörbylånga GoIF, ehe er als junger Spieler zu Kalmar FF wechselte. Nach vier Jahren für den Klub zog er 1994 zum Fünftligisten Färjestadens GoIF weiter, mit dem er innerhalb von zwei Jahren in die dritte Liga durchmarschierte. Zwar verpasste er mit der Mannschaft am Ende der Spielzeit 1996 dort den Klassenerhalt, er blieb jedoch auf dem Liganiveau und kehrte zum Kalmar FF zurück, der aus der zweiten Liga abgestiegen war. Mit dem Klub schaffte er erneut einen Durchmarsch durch zwei Ligen, als ohne Saisonniederlage die Rückkehr in die zweite Liga bewerkstelligt wurde, in der die Mannschaft anschließend mit einem Punkt Vorsprung auf Landskrona BoIS die Südstaffel als Tabellenführer beendete. Unter Trainer Nanne Bergstrand war er gemeinsam mit Johan Paulsson mit sieben Saisontoren bester vereinsinterner Torschütze, nach einem 1:1-Unentschieden und einer 1:2-Niederlage gegen den Göteborger Klub GAIS in den Relegationsspielen verpasste er jedoch mit der Mannschaft in der Erstliga-Spielzeit 1999 den Klassenerhalt.
Anfang 2001 wechselte Thomsson nach Norwegen. Für Sandefjord Fotball bestritt er eine Spielzeit in der Adeccoligaen. Zur Zweitliga-Spielzeit 2002 kehrte er nach Schweden zurück und schloss sich Åtvidabergs FF an. Bis 2004 lief er für den Klub in der zweithöchsten Spielklasse auf, ehe er im Sommer des Jahres seine aktive Laufbahn beendete, um beim Viertligisten Linköping FF das Traineramt zu übernehmen. Mit dem Vorjahresabsteiger belegte er am Ende des Jahres den letzten Nicht-Abstiegsplatz. In der folgenden Spielzeit überstand er mit der Mannschaft eine Ligareform auf dem vierten Spielniveau.
2006 kehrte Thomsson zu Åtvidabergs FF zurück, wo er unter Trainer Kent Karlsson den Assistenztrainerposten übernahm. Parallel engagierte er sich am Bildningscentrum Facetten als Sportlehrer und Verantwortlicher für den Fußballbereich. Als Karlsson zum Jahresende den Klub verließ, blieb er in gleicher Funktion unter dem neu verpflichteten Peter Swärdh tätig. Mit dem Klub erreichten die beiden zweimal in Folge den sechsten Rang in der Superettan, ehe Swärdh im Anschluss an die Spielzeit 2008 Ende Oktober einem Angebot des Ligakonkurrenten Mjällby AIF folgte. Von der Presse kurzzeitig als Nachfolger ins Gespräch gebracht, lehnte er dieses mit Verweis auf seine starke Rolle als Assistent und seine Arbeit an der Sportschule ab. Daher blieb er im Hintergrund und assistierte dem neuen Trainer Daniel Wiklund. Mit der Mannschaft um Spieler wie Pontus Karlsson, Daniel Hallingström, Jesper Arvidsson und Kristian Bergström belegte der Klub in der Zweitliga-Spielzeit 2009 hinter Mjällby AIF den zweiten Platz und stieg in die Allsvenskan auf.
Zum Auftakt der Erstliga-Spielzeit 2010 kassierte Åtvidabergs FF drei Niederlagen in Folge und blieb dabei ohne Torerfolg. Daraufhin trennte sich der Klub Ende März von Wiklund und ernannte Thomsson zu dessen Nachfolger. Nach dem Abstieg des Klubs zum Saisonende blieb er im Amt und stieg mit der Mannschaft direkt wieder auf. Dieses Mal gelang als Tabellenachter der Klassenerhalt.
Trotz des Erfolges verließ Thomsson den Klub und schloss sich Anfang Dezember 2012 dem Erstligaaufsteiger Östers IF an, bei dem er den zu Helsingborgs IF abgewanderten Roar Hansen ersetzte und einen Zwei-Jahres-Vertrag mit Option auf eine weitere Spielzeit unterzeichnete.